# 高浜寛
高浜 寛（たかはま かん、1977年4月6日 - ）は、日本の女性漫画家。熊本県天草市出身。筑波大学芸術専門学群総合造形コース卒業。熊本市、のち2019年から天草市在住。
デビュー以来、欧米でいち早く評価を受け、著作の多くがフランス語に翻訳されている。

## 略歴
- 15歳まで天草で育つ。
- 「モン・サン・ミッシェル」で講談社『モーニング』の「MANGA OPEN」佳作受賞。
- 2001年1月 - 第1回ガロ大賞佳作受賞。
- 2004年 -『イエローバックス』で、米誌 『The Comics Journal 』主催の「2004年ベスト・オブ・ショート・ストーリー」を受賞。
- 2020年 -『ニュクスの角灯』で「手塚治虫文化賞マンガ大賞」（朝日新聞社）を受賞[3]。
- 2020年 西日本新聞社主催の西日本文化賞受章を授賞。

## 作品リスト

### 単行本
- 『イエローバックス』高浜寛短編集（青林堂 2002年2月、全1巻、B6判）ISBN 4-7926-0365-X
  - （新装版 有学書林 2007年10月1日、全1巻、A5判）ISBN 978-4-901757-06-5
- 『泡日』（有学書林 2004年、全1巻、A5判）ISBN 4-901757-02-4
- 『凪渡り―及びその他の短篇』（河出書房新社（九竜コミックス）2006年3月16日、全1巻、A5判）ISBN 4-309-72847-2
- 『トゥー・エスプレッソ』（太田出版 2010年4月21日、全1巻、A5判）ISBN 978-4-7783-2112-3
  - （仏語版）♪『2 Expressos』（カステルマン 2010年、全1巻）
- 『四谷区花園町』（竹書房 2013年11月28日[4]、全1巻、A5判）ISBN 978-4-8124-9749-4
- 『蝶のみちゆき』（リイド社 2015年1月30日[5]、全1巻、A5判）ISBN 978-4-8458-4150-9
- 『ニュクスの角灯』（リイド社 2016年 - 2019年、全6巻、A5判）
- 『SAD GiRL』（短編集、リイド社 2016年1月29日[6]、全1巻、A5判）ISBN 978-4-8458-4422-7
- 『エマは星の夢を見る』（講談社 2017年6月23日[7]、全1巻） ISBN 978-4-06-388741-9
- 『愛人 ラマン』（原作：マルグリット・デュラス、リイド社 2020年2月4日[8][9]、全1巻）ISBN 978-4-8458-6039-5
- 『扇島歳時記』（リイド社 2020年 - 2022年、全32話、全4巻）

### 共著
- まり子パラード - フレデリック・ボワレとの共著（2003年1月、太田出版）ISBN 4-87233-728-X

### 連載漫画
- 四谷区花園町（『ナマイキッ!』竹書房 2012年4月号 - 2013年10月号）
- 蝶のみちゆき（『コミック乱』リイド社 2014年6月号 - 2015年1月号）
- ニュクスの角灯（ランタン）（『コミック乱』、『トーチweb』 リイド社 2015年5月号 - 2019年8月号）
- エマは星の夢を見る（原作：エマニュエル・メゾンヌーヴ／ジュリア・パヴローヴィッチ（協力:㈱フランス著作権事務所）、『モーニング』講談社 2017年18号 - 27号）
- 愛人 ラマン（原作：マルグリット・デュラス、『トーチweb』リイド社）
- 扇島歳時記（『コミック乱』2020年1月号 - 2022年8月号）
- 薔薇が咲くとき（原作：ミュリエル・バルベリ、『トーチweb』2023年6月23日[10] - ）

## 出演
- こころの時代「光に向かって」（2021年9月5日、NHK-Eテレ）[11][12]